# Synagogue Slat Freiha

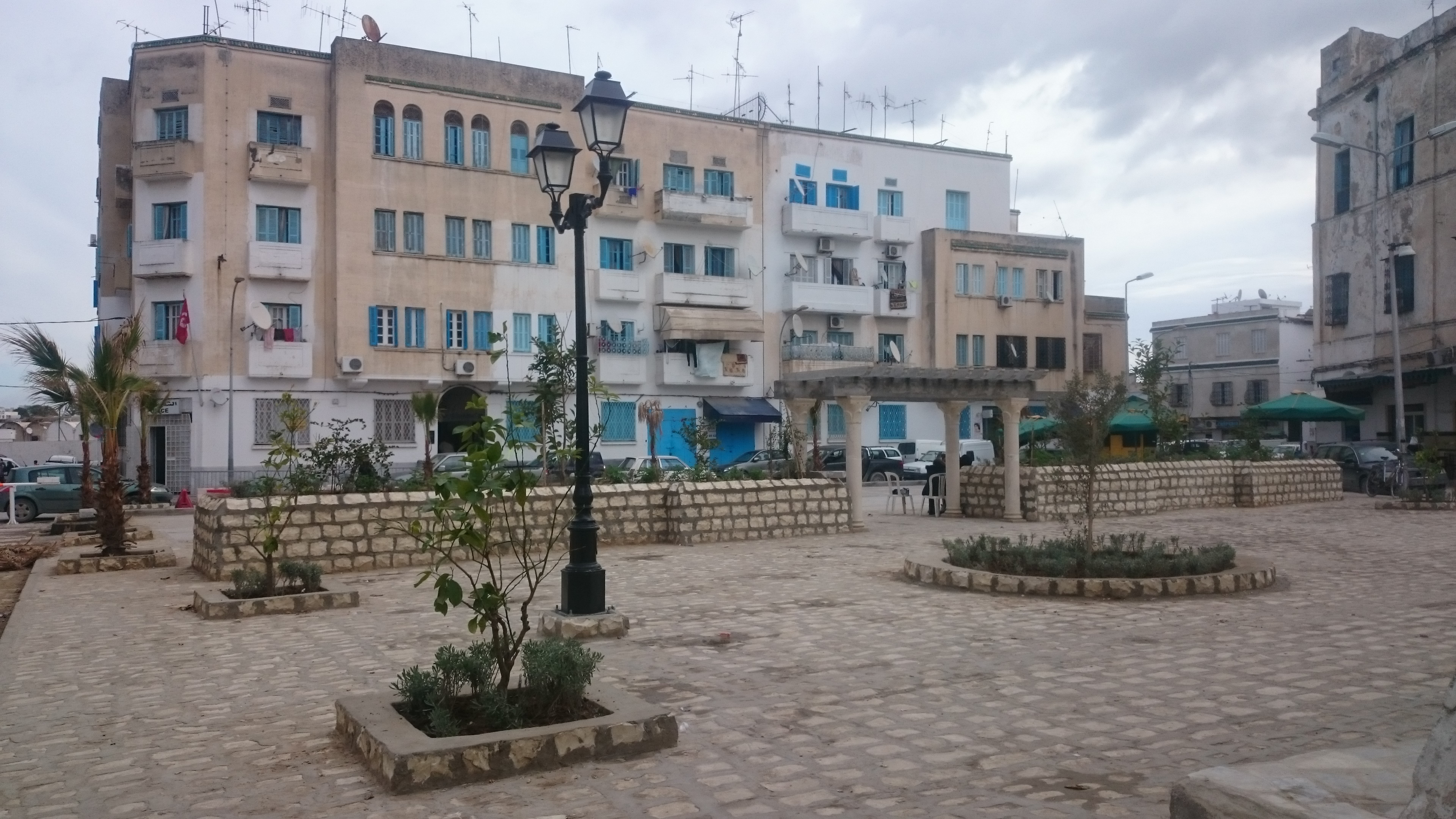
Vue de la Hara en 2016.

La synagogue Slat Freiha est une ancienne synagogue tunisienne située dans l'ancien quartier juif de la Hara (actuel quartier de la Hafsia), au nord de la médina de Tunis. Elle est détruite lors du réaménagement du quartier.

## Localisation

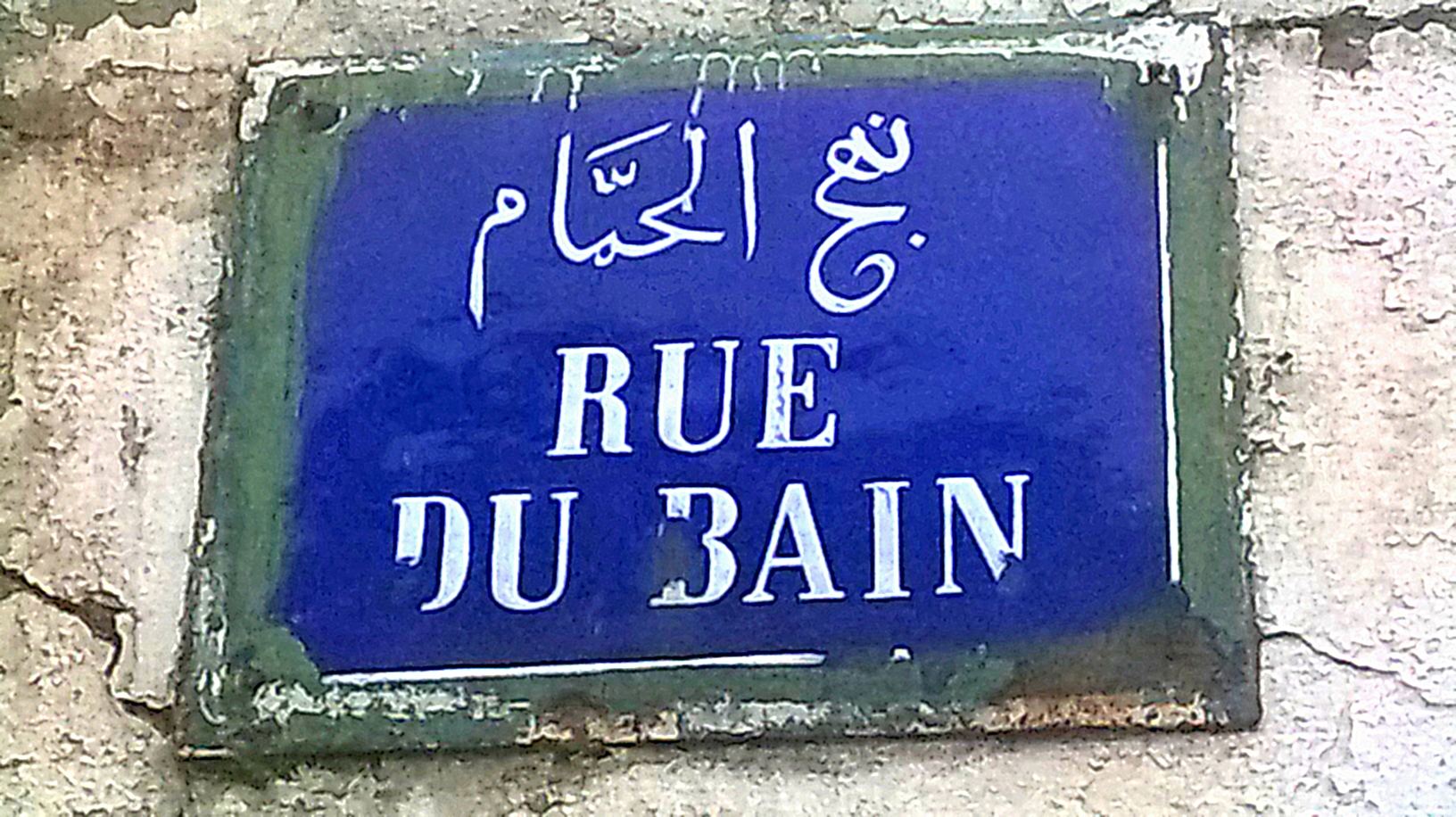
Plaque métallique indiquant la rue du Bain.

Elle était située dans l'immeuble Dar Freyha, au numéro 23 de la rue du Bain.

## Étymologie
Selon Jacques Vehel, cet édifice tire son nom de la légende tragique d'une petite fille appelée Freyha, qui a surpris, dans la nuit, deux Marocains chercheurs de trésor en train d'ouvrir, à force d'incantations et de suif magique, un grand fossé et d'en extraire des lingots. Une fois partis, la fillette, fascinée par l'éclat de bijoux, rouvre la fosse en rallumant le suif et appelle ses parents mais le charme s'est rompu et le suif s'éteint, la laissant ainsi enterrée. Pour commémorer sa disparition, ses parents fondent une synagogue sur le lieu, devenu plus tard un site de pèlerinage, ainsi qu'une lampe dédiée à la jeune fille et qui éclaire toutes les nuits la rue.
Une autre version est donnée par le grand rabbin David Ktorza qui évoque des familles juives marocaines ont fui Fès vers 1750, car soumises à des massacres, pour se réfugier à Tunis, dont le rabbin Abraham Ben Ishak avait une fille unique prénommée Frïha (diminutif de Fraha, traduction arabe de Simha en hébreu qui signifie « allégresse ») ; celle-ci, dotée d'une grande beauté, se vouait à l'étude dans la bibliothèque que son père avait installé. Quelques années plus tard, lors d'une révolte des janissaires qui envahissent le quartier juif, la fille disparaît. On a retrouvé en 1863 dans la synagogue des piyyoutim hébraïques avec son nom en acrostiche.

## Symbole
En 1936, le grand rabbinat donne une valeur spirituelle à cet édifice, Frïha devenant un symbole de bravoure, de chasteté et d'intelligence. Cette synagogue représente ainsi par son nom le symbole des vertus de la femme juive tant à Tunis que dans toute l'Afrique du Nord.

## Description
Petite, elle était dotée d'une façade impressionnante couvrant les appartements avoisinants et s'étendant sur tous les étages, alors qu'à l'intérieur on trouvait une teiva de marbre blanc sculpté. 
Pour y accéder, on devait monter une dizaine de marches.
Elle servait aussi de kouttab ainsi que de lieu de répétition pour la chorale des enfants d'Acher Mizrahi.